# Las Cañadas (Michoacán)
Las Cañadas es una localidad del estado mexicano de Michoacán. Es parte del municipio de La Piedad.

## Demografía
| Censo | Población |
| ----- | --------- |
| 2000  | 12        |
| 2010  | 2223      |
| 2020  | 1972      |